# Hôtel de Tinténiac
L'Hôtel de Tinténiac est un hôtel particulier situé à Angers, en Maine-et-Loire.

## Situation
Dans la partie Nord du quartier de la Doutre, aux confins de l'ancien cimetière Saint Laurent, l'Hôtel de Tinténiac se caractérise par sa forte présence dans le paysage urbain, notamment depuis la place du Tertre, et par la touche pittoresque qu'il apporte à la rue Malsou.

## Histoire
Les façades et les toitures sont classées monuments historiques le 29 août 1984.